# Bahnhof Amsterdam Centraal
Amsterdam Centraal ist der Hauptbahnhof der niederländischen Hauptstadt Amsterdam. Mit 171.272 Fahrgästen am Tag (2024) ist der Amsterdamer Hauptbahnhof nach dem Bahnhof Utrecht Centraal der am zweitstärksten frequentierte Bahnhof der Niederlande.

## Verkehrsbedeutung

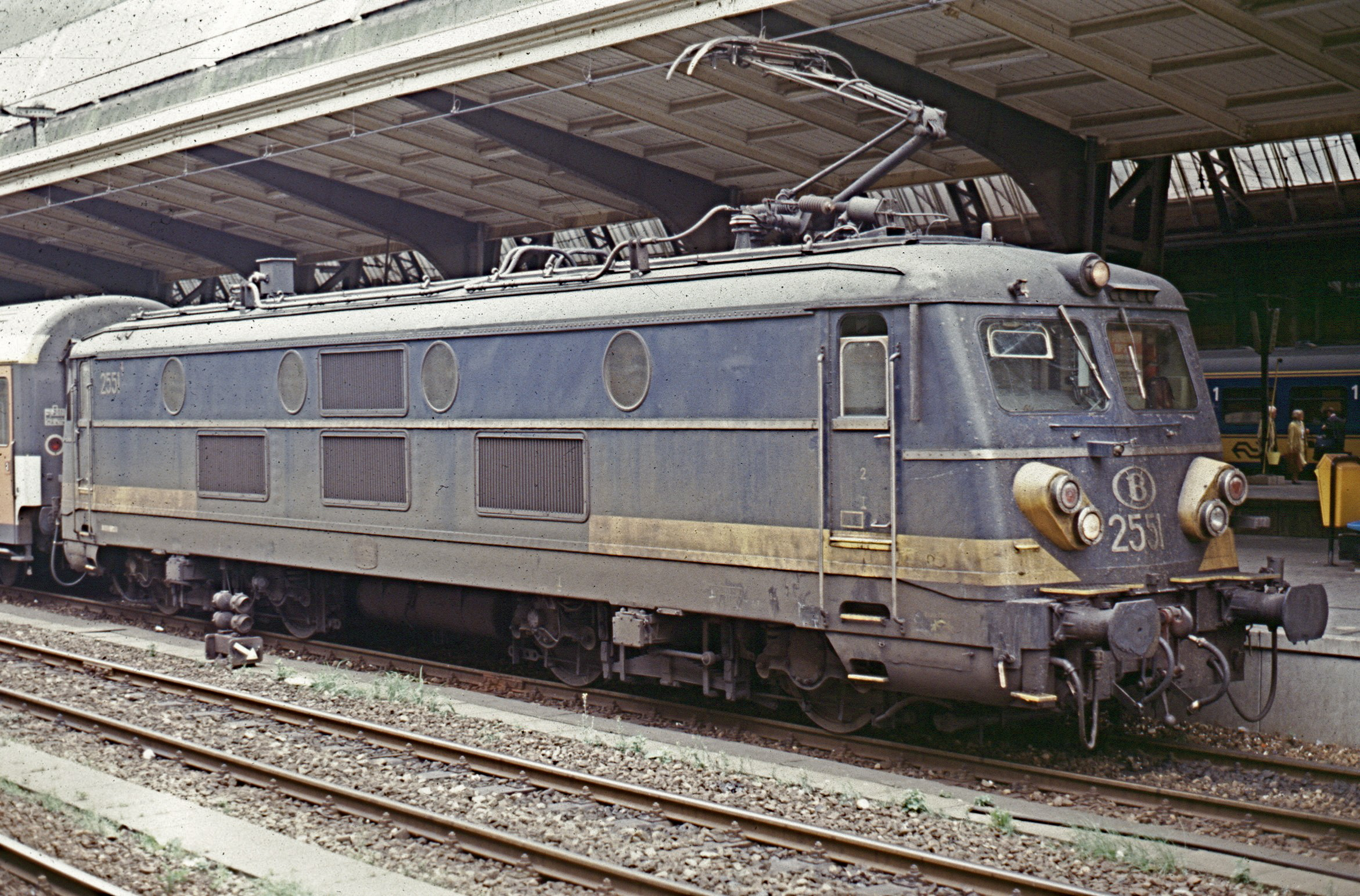
Belgische Mehrsystemlok in Amsterdam Centraal (1991)

Als einer der wichtigsten Fernbahnhöfe in den Niederlanden ist der Amsterdamer Hauptbahnhof Haltepunkt der Hochgeschwindigkeitszüge Eurostar und ICE International.
Der Bahnhof verbindet Amsterdam mit den europäischen Großstädten Paris, Brüssel, London, Antwerpen, Berlin, Köln, Kopenhagen, Frankfurt am Main, München, Basel und Wien. Er verbindet somit Amsterdam mit dem europäischen Fernverkehr, war und ist Ausgangs- und Endpunkt von Reisezügen der Deutschen Bahn, der französischen Staatsbahn SNCF und der belgischen NMBS/SNCB.
Amsterdam Centraal ist auch ein Knotenpunkt für den regionalen und städtischen Verkehr. Dort halten zahlreiche Busse, Straßenbahnen, die städtische Metro und die Amsterdamer Fähren.

## Empfangsgebäude

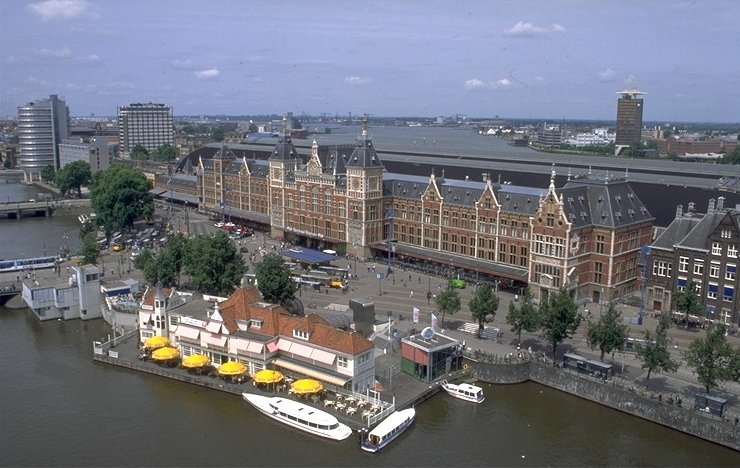
Amsterdam Centraal, im Vordergrund Smits Koffiehuis

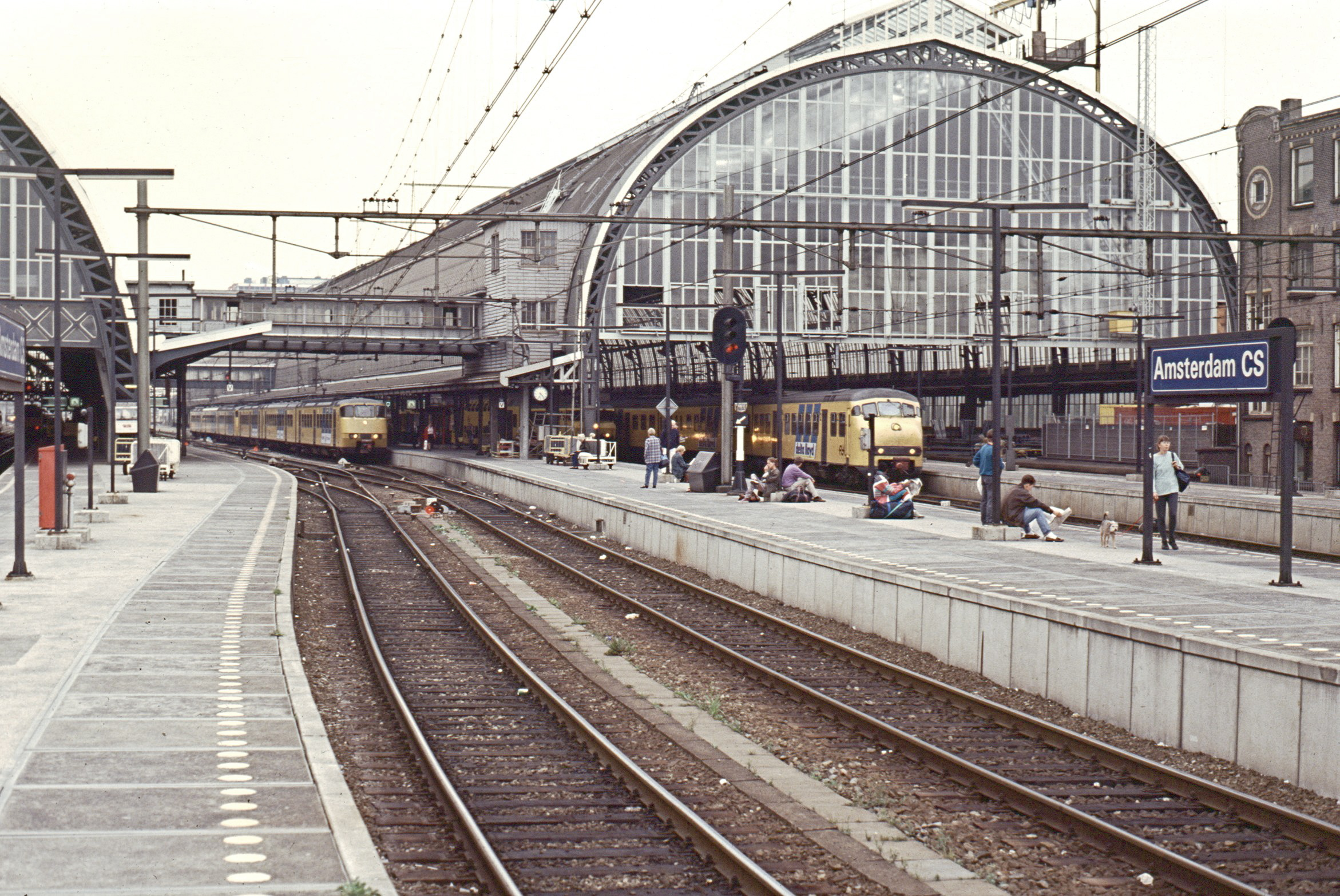
Gleisseite mit Hallen, 1991

1875 bekamen der Architekt P. J. H. Cuypers und der Ingenieur A. L. van Gendt den Auftrag für einen Entwurf des Empfangsgebäudes. Es besteht aus rotem Backstein mit Dekorationen aus Naturstein und ist im Stil der Neorenaissance gehalten. Der etwas vorspringende Haupteingang wurde von Cuypers bewusst als „Stadttor“ (Stadspoort) mit zwei Türmen entworfen, wodurch die Reisenden den Eindruck bekommen, durch „das Tor“ die Stadt zu betreten. Die Verzierungen der Türme zeigen Szenen von dem damaligen Handel, der Industrie und der Schifffahrt.
Der Giebel zeigt das Reichswappen zwischen zwei Löwen. Darunter befinden sich vierzehn Wappen von Städten, unter anderem von Berlin, Sankt Petersburg und Paris, die damals mit der Bahnverbindung erreicht werden konnten.
An der östlichen Seite befindet sich der „Koningspaviljoen“ (Königlicher Pavillon), ein Fürstenzimmer, mit Dekorationen von Georg Sturm. Durch ein breites Tor konnten die hohen Fahrgäste mit einer Kutsche in das Innere fahren. Gegenüber dem Hauptbahnhof liegt das 1911 gegründete Smits Koffiehuis. Es wurde 1972 wegen des Baues der Metro Amsterdam abgebaut, die Teile wurden eingelagert und 1980 wieder mit den alten Bauteilen aufgebaut. Außer dem Café ist dort auch das Touristenbüro VVV-Kantoor (VVV).
Das Gebäude steht heute als Rijksmonument unter Denkmalschutz und wird derzeit nach Entwürfen von Benthem Crouwel Architekten baulich erweitert.
Der Architekt Cuypers hatte zwar den Bahnhof entworfen, die beiden großen röhrenförmig anmutenden Bahnsteighallen entstammen jedoch einer Planung des Eisenbahn-Ingenieurs L.J. Eijmer. Die Fertigstellung der ersten Halle auf der Stadtseite erfolgte im Jahr 1889, die schmalere und längere Halle auf der IJ-Seite (zum Gewässer hin) wurde im Jahr 1922 fertiggestellt. Die zwischen den beiden Hallen seinerzeit offen gebliebenen Bahnsteigbereiche wurden mit einer anders ausgeführten Bauweise nach einem Entwurf von Jan Garvelink erst im Jahr 1996 überdacht.

## Geschichte

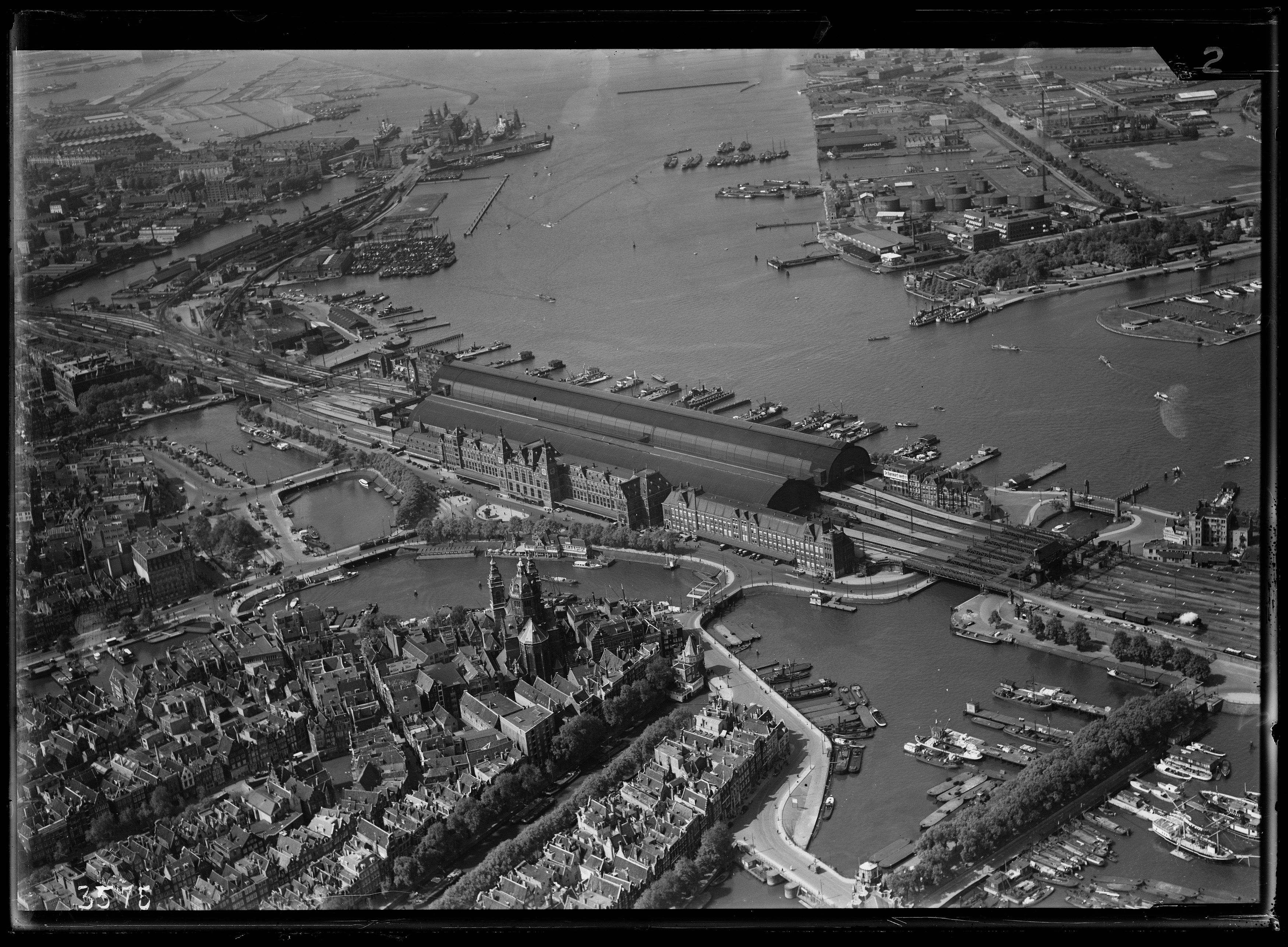
Amsterdam Centraal auf einem Luftbild aus dem Zeitraum 1920–1940

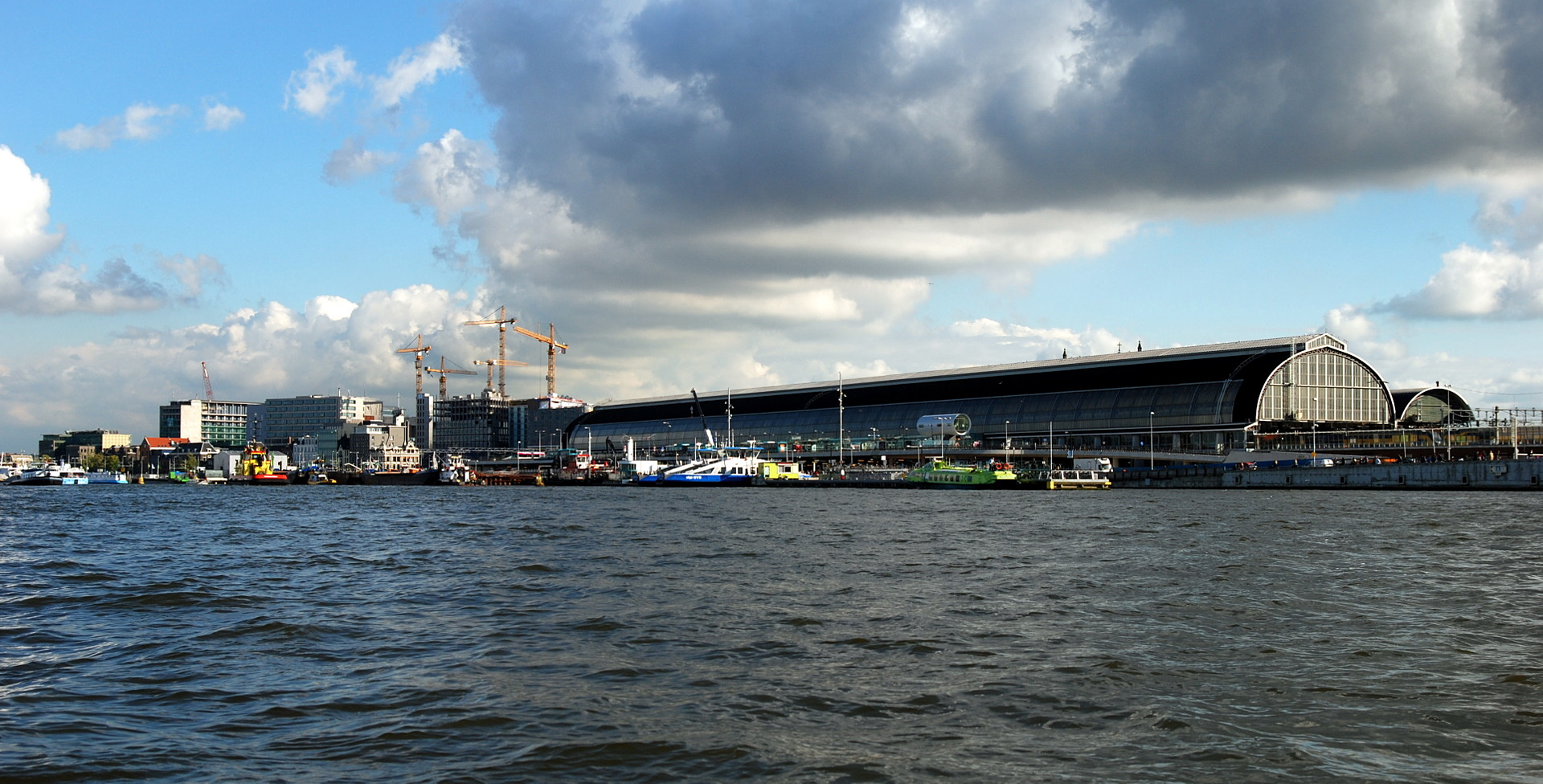
Amsterdam Centraal vom IJ aus gesehen

Amsterdam Centraal wurde auf drei künstlichen Inseln gebaut und steht wegen des sandigen, feuchten Untergrundes auf rund 9000 Holzpfählen. Am 15. Oktober 1889 wurde der Bahnhof eröffnet und ersetzte damit die Bahnstationen „Willemspoort“ und „Station Westerdok“.
Im Jahre 1889 fuhren täglich 194 Züge, 1904 waren es 404 und in den 1980er Jahren 1000 Züge. Ab 1904 wurde der Platz (Plein) vor dem Hauptbahnhof (Stationsplein) zum wichtigsten Knotenpunkt für den öffentlichen Verkehr, heute: Busse, Straßenbahnen und Metro Amsterdam. Anfangs hatte der Bahnhof spezielle Warteräume für die königliche Familie und ausländische Reisende sowie Büros für Eisenbahnbeamte.
Ab 1997 wurde der Hauptbahnhof umgebaut, renoviert und die U-Bahn (Metro) Noord/Zuidlijn (Nord/Südlinie) angelegt.
Zu den bekanntesten ab Amsterdam Centraal verkehrenden Zügen gehörten unter anderem die Luxuszüge Riviera-Express, Rheingold, Edelweiss, Étoile du Nord und L’Oiseau bleu, die teilweise später in TEE-Züge umgewandelt wurden. Seit 2018 knüpft der Eurostar an diese Tradition an und verbindet Amsterdam mit London-St Pancras. Zunächst wurde nur die Richtung London-Amsterdam als Direktverbindung angeboten, seit dem 30. April 2020 auch in umgekehrter Richtung.

## Planungen
Die niederländische Regierung plant, den Fernverkehr aus dem Bahnhof nach Amsterdam-Zuid zu verlegen, um zu vermeiden, dass in Amsterdam Centraal noch Züge wenden. Dadurch und zusammen mit Umbaumaßnahmen könnte die bisherige Frequenz von 34 Zügen auf 57 Züge pro Stunde steigen; die Zahl der Reisenden soll bis 2030 auf 275.000 steigen. Alle bahnsteiglosen Gleise sollen ausgebaut und die Zahl der Bahnsteige von zehn auf neun reduziert werden. Mit dem gewonnenen Platz sollen die übrigen Bahnsteige verbreitert, mehr Platz für Reisende geschaffen und für eine schnellere Abfertigung gesorgt werden. All das soll etwa 350 Millionen Euro kosten und nicht vor 2030 abgeschlossen sein. Die Nederlandse Spoorwegen (NS) als Hauptnutzer der Anlage wehren sich allerdings gegen die Maßnahme, weil sie mit dem angestrebten Betriebskonzept nicht einverstanden sind.

## Streckenverbindungen
Am Bahnhof Amsterdam Centraal verkehren im Jahresfahrplan 2025 folgende Linien:
| Zuggattung                                  | Linienverlauf | Linienverlauf | Frequenz |
| ------------------------------------------- | --- | --- | --- |
| Eurostar                                    | Amsterdam – Rotterdam – Bruxelles-Midi – Lille Europe – St Pancras | Amsterdam – Rotterdam – Bruxelles-Midi – Lille Europe – St Pancras | 2025 in den Niederlanden ausgesetzt. Wird später im Jahr eventuell wieder eingesetzt                                                                                                   |
| Eurostar                                    | Amsterdam – Schiphol Airport – Rotterdam – Antwerpen – Bruxelles-Midi – Paris-Nord | Amsterdam – Schiphol Airport – Rotterdam – Antwerpen – Bruxelles-Midi – Paris-Nord | 12–14× täglich |
| Eurostar                                    | Amsterdam – Schiphol Airport – Rotterdam – Antwerpen – Bruxelles-Midi – | Flughafen Paris-Charles-de-Gaulle – Marne-la-Vallée - Chessy | 2× täglich |
| Eurostar                                    | Amsterdam – Schiphol Airport – Rotterdam – Antwerpen – Bruxelles-Midi – | Chambéry – Albertville – Moûtiers – Aime-la-Plagne – Landry – Bourg-Saint-Maurice | wöchentlich im Winter |
| Eurostar                                    | Amsterdam – Schiphol Airport – Rotterdam – Antwerpen – Bruxelles-Midi – | Alixan – Avignon TGV – Aix-en-Provence TGV – Marseille-Saint-Charles | wöchentlich im Sommer |
| Intercity-Express (NS International)        | Amsterdam – Utrecht – Arnhem – Duisburg – Düsseldorf – Köln Messe/Deutz – Siegburg/Bonn – Frankfurt (Main) Flughafen | – Frankfurt (Main) Hauptbahnhof | zweistündlich |
| Intercity-Express (NS International)        | Amsterdam – Utrecht – Arnhem – Duisburg – Düsseldorf – Köln Messe/Deutz – Siegburg/Bonn – Frankfurt (Main) Flughafen | – Mannheim – Stuttgart Hbf – Ulm Hbf – Augsburg Hbf – München-Pasing – München Hbf | Täglich |
| Intercity (NS International/DB Fernverkehr) | Amsterdam – Hilversum – Amersfoort – Deventer – Apeldoorn – Hengelo – Bad Bentheim – Rheine – Osnabrück – Bünde – Hannover – Berlin-Spandau – Berlin Hbf – Berlin Ostbf                                                            | Amsterdam – Hilversum – Amersfoort – Deventer – Apeldoorn – Hengelo – Bad Bentheim – Rheine – Osnabrück – Bünde – Hannover – Berlin-Spandau – Berlin Hbf – Berlin Ostbf                                                            | zweistündlich |
| Nightjet (NS International)                 | Amsterdam – Utrecht – Arnhem – Düsseldorf – Köln – Bonn – Koblenz – Mainz – Frankfurt (Main) Flughafen – Frankfurt (Main) Hbf – Mannheim – Karlsruhe – Offenburg – Freiburg (Breisgau) – Basel Bad – Basel SBB – Zürich            | Amsterdam – Utrecht – Arnhem – Düsseldorf – Köln – Bonn – Koblenz – Mainz – Frankfurt (Main) Flughafen – Frankfurt (Main) Hbf – Mannheim – Karlsruhe – Offenburg – Freiburg (Breisgau) – Basel Bad – Basel SBB – Zürich            | täglich |
| Nightjet (NS International)                 | Amsterdam – Amersfoort – Deventer – Münster (Westf) Hbf – Hamm (Westf) Hbf – Kassel-Wilhelmshöhe – Würzburg Hbf – Nürnberg Hbf – Regensburg Hbf – Passau Hbf – Wels Hbf – Linz (Donau) Hbf – St. Pölten Hbf – Wien-Meidling – Wien | Amsterdam – Amersfoort – Deventer – Münster (Westf) Hbf – Hamm (Westf) Hbf – Kassel-Wilhelmshöhe – Würzburg Hbf – Nürnberg Hbf – Regensburg Hbf – Passau Hbf – Wels Hbf – Linz (Donau) Hbf – St. Pölten Hbf – Wien-Meidling – Wien | täglich |
| European Sleeper (European Sleeper)         | Bruxelles-Midi – Antwerpen – Roosendaal – Rotterdam – Den Haag HS – Schiphol Airport – Amsterdam – Amersfoort – Deventer – Bad Bentheim – Berlin Hbf – Dresden Hbf – Praha hl.n.                                                   | Bruxelles-Midi – Antwerpen – Roosendaal – Rotterdam – Den Haag HS – Schiphol Airport – Amsterdam – Amersfoort – Deventer – Bad Bentheim – Berlin Hbf – Dresden Hbf – Praha hl.n.                                                   | 2–3× wöchentlich |
| Nachttrein (Arriva)                         | Groningen – Assen – Zwolle – Lelystad – Almere – Amsterdam | Groningen – Assen – Zwolle – Lelystad – Almere – Amsterdam | freitag- und samstagnachts ein Zugpaar in Richtung Amsterdam |
| Intercity (Nachtnet)                        | Amsterdam – Haarlem | Amsterdam – Haarlem | 2× täglich (ausschließlicher Halt freitag- und samstagnachts) |
| Intercity (Nachtnet)                        | Amsterdam – Alkmaar | Amsterdam – Alkmaar | 2× täglich (ausschließlicher Halt freitag- und samstagnachts) |
| Intercity (Nachtnet)                        | Utrecht – Amsterdam – Schiphol Airport – Den Haag HS – Rotterdam | Utrecht – Amsterdam – Schiphol Airport – Den Haag HS – Rotterdam | stündlich |
| Intercity                                   | Maastricht – Sittard – Roermond – Eindhoven Centraal – ’s-Hertogenbosch – Utrecht Centraal – Amsterdam – Alkmaar (– Schagen – Den Helder)                                                                                          | Maastricht – Sittard – Roermond – Eindhoven Centraal – ’s-Hertogenbosch – Utrecht Centraal – Amsterdam – Alkmaar (– Schagen – Den Helder)                                                                                          | halbstündlich (nicht abends; nur in der HVZ zwei Fahrten über Schagen nach Den Helder; freitags und am Wochenende nur zwischen Alkmaar und Amsterdam)                                  |
| Intercity                                   | Amsterdam – Hilversum – Amersfoort (– Apeldoorn – Deventer) | Amsterdam – Hilversum – Amersfoort (– Apeldoorn – Deventer) | halbstündlich (an Werktagen während der HVZ bis Deventer, an Wochenenden vereinzelte Fahrten nach/von Deventer, außerhalb der HVZ alle zwei Stunden)                                   |
| Intercity                                   | Amsterdam – Haarlem – Leiden – Den Haag | Amsterdam – Haarlem – Leiden – Den Haag | halbstündlich (nur bis 22 Uhr, ausgenommen Freitags und Samstags) |
| Intercity                                   | Amsterdam – Amsterdam Sloterdijk – Haarlem – Leiden – Den Hag HS – Delft – Rotterdam – Dordrecht – Roosendaal – Vlissingen | Amsterdam – Amsterdam Sloterdijk – Haarlem – Leiden – Den Hag HS – Delft – Rotterdam – Dordrecht – Roosendaal – Vlissingen | halbstündlich (hält stündlich sowie abends und am Wochenende ganztägig an allen Bahnhöfen zwischen Bergen op Zoom und Vlissingen)                                                      |
| Intercity                                   | Almere – Amsterdam | Almere – Amsterdam | halbstündlich |
| Intercity                                   | Enkhuizen – Hoorn – Amsterdam – Utrecht – ’s-Hertogenbosch – Eindhoven – Weert – Roermond – Sittard – Maastricht | Enkhuizen – Hoorn – Amsterdam – Utrecht – ’s-Hertogenbosch – Eindhoven – Weert – Roermond – Sittard – Maastricht | halbstündlich (montags - donnerstags nur frühmorgens und abends) |
| Intercity                                   | Nijmegen – Arnhem – Ede-Wageningen – Utrecht – Amsterdam – Alkmaar – Den Helder | Nijmegen – Arnhem – Ede-Wageningen – Utrecht – Amsterdam – Alkmaar – Den Helder | halbstündlich |
| Intercity                                   | Enkhuizen – Hoorn – Amsterdam – Utrecht – ’s-Hertogenbosch – Eindhoven (Weert – Roermond – Sittart – Heerlen) | Enkhuizen – Hoorn – Amsterdam – Utrecht – ’s-Hertogenbosch – Eindhoven (Weert – Roermond – Sittart – Heerlen) | halbstündlich (Abends und von Freitag bis Sonntags nur zwischen Eindhoven und Heerlen; Montags bis Donnerstags in den Abendstunden nur stündlich und nur zwischen Sittart und Heerlen) |
| Intercity                                   | Amsterdam – Purmerend – Hoorn – Enkhuizen | Amsterdam – Purmerend – Hoorn – Enkhuizen | halbstündlich (nur in der HVZ, ausgenommen freitags) |
| Sprinter                                    | Uitgeest – Zaandam – Amsterdam – Breukelen – Woerden – Gouda – Rotterdam | Uitgeest – Zaandam – Amsterdam – Breukelen – Woerden – Gouda – Rotterdam | halbstündlich |
| Sprinter                                    | Amsterdam – Haarlem – Alkmaar – Hoorn | Amsterdam – Haarlem – Alkmaar – Hoorn | halbstündlich (nach 20 Uhr stündlich zwischen Alkmaar und Hoorn) |
| Sprinter                                    | Amsterdam – Haarlem – Zandvoort | Amsterdam – Haarlem – Zandvoort | halbstündlich (abends und am Wochenende nicht zwischen Amsterdam und Haarlem) |
| Sprinter                                    | Hoofddorp – Schiphol Airport – Amsterdam Sloterdijk – Amsterdam | Hoofddorp – Schiphol Airport – Amsterdam Sloterdijk – Amsterdam | halbstündlich |
| Sprinter                                    | Uitgeest – Zaandam – Amsterdam – Breukelen – Utrecht – Driebergen-Zeist | Uitgeest – Zaandam – Amsterdam – Breukelen – Utrecht – Driebergen-Zeist | halbstündlich (nur in der HVZ; nach dem morgendlichen Berufsverkehr und vor dem nachmittäglichen Berufsverkehr nur zwischen Uitgeest und Utrecht)                                      |
| Sprinter                                    | Amersfoort Vathorst – Amersfoort – Hilversum – Weesp – Amsterdam | Amersfoort Vathorst – Amersfoort – Hilversum – Weesp – Amsterdam | halbstündlich (im frühen Abend und nach 22:30 Uhr nicht zwischen Amersfoort und Amersfoort Vathorst)                                                                                   |

## Öffentlicher Nahverkehr
Im öffentlichen Personennahverkehr wird der Bahnhof Amsterdam Centraal von folgenden Linien bedient:
| Zugart                                             | Linienverlauf |
| -------------------------------------------------- | --- |
| Straßenbahnlinien 2, 4, 11, 12, 13, 14, 17, 24, 26 | 2 Centraal – Nieuw Sloten, 4 Centraal – Bhf RAI, 11 Centraal – Surinameplein, 12 Centraal – Station Amstel, 13 Centraal – Geuzenveld, 14 Centraal – Flevopark, 17 Centraal – Osdorp, 24 Centraal – VU Medisch Centrum, 26 Centraal – Rietlandpark – IJburg |
| Metro-Linien 51, 52, 53, 54                        | 51 Centraal – Sloterdijk Isolatorweg, 52 Noord – Centraal – Station Zuid, 53 Centraal – Gaasperplas, 54 Centraal – Gein |

## Ausflugsboote und Fähren

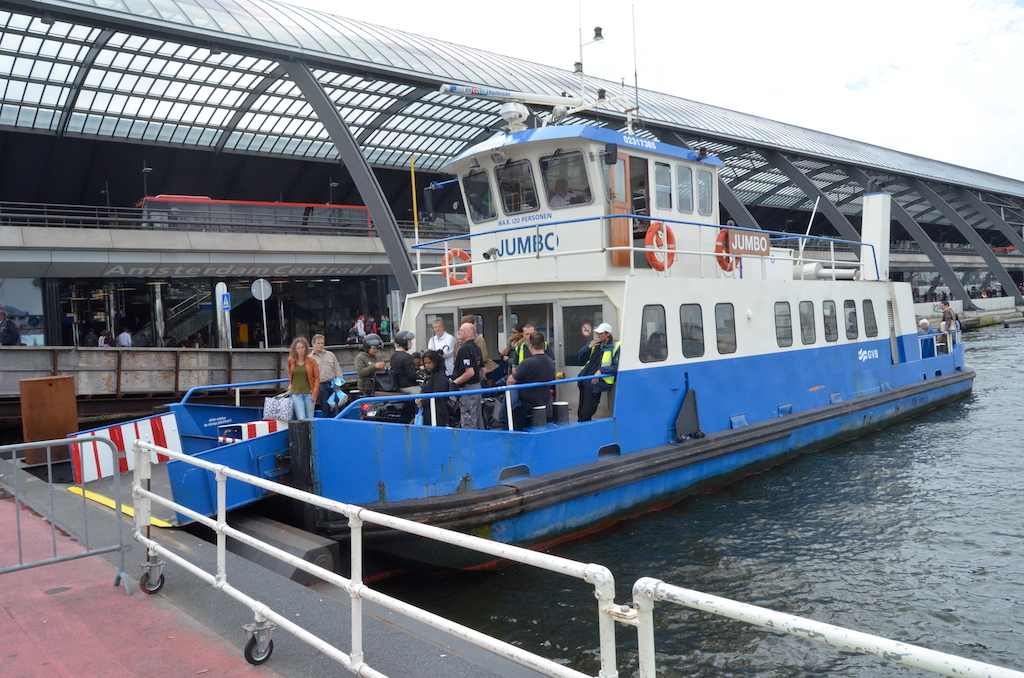
Kommunale Fähre an der Central Station

Auf der Nordseite der Bahnhofs legen im Liniendienst die Amsterdamer Fähren über den Fluss IJ u. a. zur NDSM-Werft und dem Filmmuseum an. Auf der Südseite legen die Ausflugsboote durch die Grachten an.